# Almensee
Der Almensee (auch: Badeweiher Auf dem Knaus) ist ein See am Rande der Oberrheinischen Tiefebene, der sich am Fuße des Pfälzerwalds auf der Gemarkung der Stadt Bad Dürkheim befindet.

## Lage
Der See liegt südöstlich des Bad Dürkheimer Stadtteils Ungstein und hat eine in West-Ost-Richtung lang gezogene Form. Das Gewässer bedeckt eine Fläche von etwa 4 Hektar und ist bis zu 4,6 Meter tief. Es hat keine Zu- und Abflüsse, sondern wird hauptsächlich durch Grundwasser gespeist.
In unmittelbarer Nähe befinden sich südlich der parallel dazu verlaufende Flugplatz Bad Dürkheim, sowie die Pfälzische Nordbahn, die östlich diagonal vorbeiführt.

## Geschichte
Der Almensee ist ein durch Kiesabbau künstlich entstandener Baggersee.

## Infrastruktur
Am Gewässer ist ein Campingplatz mit einer Gesamtfläche von 16 Hektar sowie ein Gasthaus namens Almensee vorhanden.